# Calamus mogeae
Calamus mogeae är en enhjärtbladig växtart som beskrevs av John Dransfield. Calamus mogeae ingår i släktet Calamus och familjen Arecaceae. Inga underarter finns listade i Catalogue of Life.